# Time Lapse (película de 2001)
Time Lapse (titulada: Partida mortal o Identidad robada en España) es una película estadounidense de suspenso de 2001, dirigida por David Worth, escrita por Karen Kelly y David Keith Miller, en la fotografía estuvo David Worth y los protagonistas son Roy Scheider, Dina Meyer y William McNamara, entre otros. El filme fue producido por Cinetel Films y Lions Gate Films; se estrenó el 27 de noviembre de 2001.

## Sinopsis
A un agente antiterrorista que está encubierto se le aplica una droga que le ocasiona la pérdida de la memoria, él sabe que solo tiene dos días para resguardar su identidad y salvar su vida.